# 드미트리 메레시콥스키

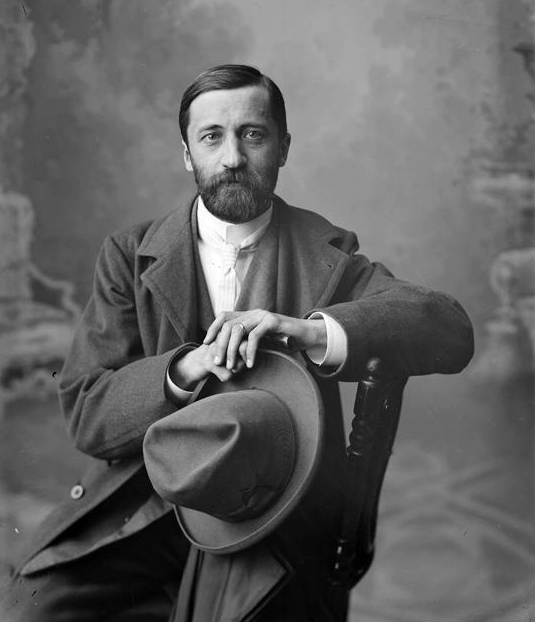

드미트리 메레시콥스키(러시아어: Дми́трий Серге́евич Мережко́вский, 1866년 8월 14일 ~ 1941년 12월 9일)는 러시아의 시인·소설가이다. 보들레르의 영향으로 시집 <상징>(1892)을 내놓아 러시아에 처음으로 상징이란 말을 사용함과 동시에 러시아 상징주의의 선구자가 되었다. 평론 <러시아 문학 쇠퇴의 제원인과 새로운 주류>(1893)는 상징주의의 최초의 선언서이자 평론이다. 3부작 <그리스도와 반(反)그리스도>(1894-1904)는 육체와 정신의 대립이라는 관점에서 역사를 해석하고 있고 두 번째의 3부작 <파벨 1세>(1908), <알렉산드르 1세>(1913), <12월 14일>(1920)은 궁정의 내분을 그린 작품이다.
평론으로는 <톨스토이와 도스토옙스키>(1902)가 있는데, 여기에서 톨스토이는 육(肉)의 종교적 관조자이고 도스토옙스키는 영혼의 관조가라 규정짓고 양자는 영구히 대립·모순하나 한쪽은 육(肉)의 영화(靈化)를, 한쪽은 영(靈)의 육화(肉化)를 시도함으로써 궁극에서는 합일한다는 것이다.
혁명 후 1919년 파리로 망명 반공주의자로 활약하고 만년에는 파시즘을 옹호하기도 했다.